# Congreso Mundial de Filosofía
El Congreso Mundial de Filosofía, anteriormente conocido como Congreso Internacional de Filosofía, es un encuentro global de filósofos organizado cada cinco años por la Federación Internacional de Sociedades Filosóficas (FISP, por sus siglas en francés). Se celebró por primera vez en 1900 en París, y se fijó definitivamente su periodicidad tras la Segunda Guerra Mundial.
Cada Congreso Mundial está auspiciado por una de las sociedades pertenecientes a la FISP, que asume la responsabilidad de organizar el evento.
El objetivo del Congreso Mundial de Filosofía es contribuir al desarrollo de relaciones profesionales entre los filósofos de todo el mundo, fomentar la enseñanza de la filosofía y contribuir al impacto del conocimiento filosófico sobre los problemas globales.

## Historia
El primer Congreso Internacional de Filosofía tuvo lugar en París en 1900 con ocasión de la Exposición Universal de París. Entre los participantes se encontraban Henri Bergson, Maurice Blondel, Moritz Cantor, Louis Couturat, Henri Poincaré y Bertrand Russell. El segundo Congreso Internacional se celebró en Ginebra en 1904, mientras que el tercero tuvo lugar en Heidelberg en 1908 con la participación de Josiah Royce, Wilhelm Windelband y Benedetto Croce. La Primera Guerra Mundial interrumpió la secuencia de estos eventos tras la celebración de la cuarta edición en Bolonia en 1911.
Los siguientes congresos tuvieron lugar en Nápoles (1924), Cambridge (EE. UU.) (1926), Oxford (Reino Unido) (1930), Praga (1934) y París (1937). Terminada la Segunda Guerra Mundial, el siguiente Congreso Internacional de Filosofía se celebró en Ámsterdam en 1948, y desde entonces se han celebrado bajo los auspicios de la FISP cada cinco años. En 1973 se cambió la denominación a Congreso Mundial de Filosofía. Las ediciones más recientes han tenido lugar en Brighton (1988), Moscú (1993), Boston (1988), Estambul (2003), Seúl (2008), Atenas (2013) y Pekín (2018). El congreso de 2023 estaba agendado para realizarse en la ciudad de Melbourne, Australia pero debido a la pandemia por el virus SARS-CoV-2 se canceló y en su lugar comenzaron los preparativos para realizarse en la ciudad de Roma, Italia en 2024.

## Lista de congresos
| N.º   | Fechas                               | Lugar            | Anfitrión              |
| ----- | ------------------------------------ | ---------------- | ---------------------- |
| I     | 1-4 de agosto de 1900                | París            |                        |
| II    | 4-8 de septiembre de 1904            | Ginebra          |                        |
| III   | 31 de agosto-5 de septiembre de 1908 | Heidelberg       |                        |
| IV    | 5-11 de abril de 1911                | Bolonia          |                        |
| V     | 5-9 de mayo de 1924                  | Nápoles          |                        |
| VI    | 13-17 de septiembre de 1926          | Cambridge        |                        |
| VII   | 1-6 de septiembre de 1930            | Oxford           |                        |
| VIII  | 2-7 de septiembre de 1934            | Praga            |                        |
| IX    | 31 de julio-6 de agosto de 1937      | París            |                        |
| X     | 11-18 de agosto de 1948              | Ámsterdam        |                        |
| XI    | 20-26 de agosto de 1953              | Bruselas         |                        |
| XII   | 12-18 de septiembre de 1958          | Venecia          |                        |
| XIII  | 7-14 de septiembre de 1963           | Ciudad de México |                        |
| XIV   | 2-9 de septiembre de 1968            | Viena            |                        |
| XV    | 17-22 de septiembre de 1973          | Varna            |                        |
| XVI   | 26 de agosto-2 de septiembre de 1978 | Düsseldorf       |                        |
| XVII  | 21-27 de agosto de 1983              | Montreal         |                        |
| XVIII | 21-27 de agosto de 1988              | Brighton         |                        |
| XIX   | 22-28 de agosto de 1993              | Moscú            |                        |
| XX    | 10-15 de agosto de 1998              | Boston           |                        |
| XXI   | 10-17 de agosto de 2003              | Estambul         | İoanna Kuçuradi        |
| XXII  | 30 de julio-5 de agosto de 2008      | Seúl             | Peter Kemp             |
| XXIII | 4-10 de agosto de 2013               | Atenas           | Konstantinos Boudouris |
| XIV   | 13-20 de agosto de 2018              | Pekín            |                        |
| XV    | 1-8 de agosto de 2024                | Roma             |                        |